# هانا بريمروز (كونتيسة روزبيري)
هانا بريمروز، كونتيسة روزبيري (27 يوليو 1851 - 19 نوفمبر 1890) كانت ابنة البارون ماير دي روتشيلد وزوجته جوليانا (ني كوهين). بعد أن ورثت ثروة والدها عام 1874، أصبحت أغنى امرأة في بريطانيا. في عام 1878، تزوجت هانا دي روتشيلد من أرشيبالد بريمروز ، إيرل روزبيري الخامس، وبعد ذلك عُرفت باسم كونتيسة روزبيري.
خلال الربع الأخير من القرن التاسع عشر، كان زوجها، إيرل روزبيري، أحد أكثر الشخصيات شهرة في بريطانيا، وكان مليونيرًا وسياسيًا مؤثرًا، وقد منحه جماله وذكائه وجاذبيته وشعبيته العامة مكانةً تجعله يكاد يتفوق على الملوك. "  ومع ذلك، ظلت زوجته اليهودية، خلال حياتها، مملة وذات وزن زائد وتفتقر إلى الجمال، شخصية غامضة يتجاهلها المؤرخون إلى حد كبير وغالبًا ما يُنظر إليها على أنها بارزة فقط لتمويل طموحات زوجها الثلاثة: الزواج من وريثة، والفوز بالديربي، ويصبح رئيس الوزراء (تحققت الطموحات الملفقة الثانية والثالثة بعد وفاتها). في الحقيقة، كانت القوة الدافعة لزوجها.
كان زواجها من الطبقة الأرستقراطية مثيرًا للجدل في ذلك الوقت، إلا أنه أعطاها الطابع الاجتماعي في مجتمع معاد للسامية لم تستطع ثروتها الهائلة تحقيقه. أصبحت فيما بعد مضيفة سياسية. كان عملها الخيري بشكل أساسي في مجال الصحة العامة والأسباب المرتبطة برفاهية النساء اليهوديات من الطبقة العاملة اللائي يعشن في الأحياء الفقيرة في لندن.

## السنوات المبكرة

بارون ماير دي روتشيلد ، والد هانا دي روتشيلد

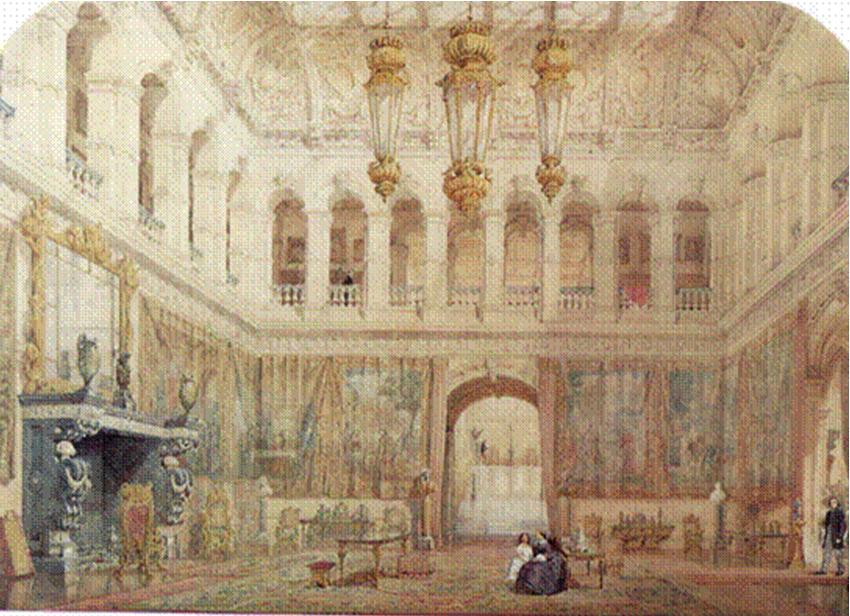
هانا دي روتشيلد ووالدتها في القاعة الكبرى في مينتمور. بعمر ستة أشهر فقط ، وضعت هانا بريمروز حجر الأساس للقصر الكبير في 31 ديسمبر 1851.

ولدت هانا دي روتشيلد عام 1851 في عائلة مليء بالثراء والرفاهية. كانت حفيدة البارون ناثان ماير روتشيلد، الذي أسس إن إم روتشيلد وأولاده ، الفرع الإنجليزي لإمبراطورية روتشيلد المصرفية. يذكر نيال فيرغسون في كتابه تاريخ بيت روتشيلد أنه بحلول منتصف القرن التاسع عشر، اعتبر آل روتشيلد أنفسهم أقرب شيء يملكه يهود أوروبا للعائلة المالكة، والمساواة في الملوك. سواء كان هذا صحيحًا تمامًا أم لا، فإن العديد من منازل روتشيلد ومجموعاتها الفنية، في إنجلترا والنمسا وفرنسا وألمانيا، تنافس بالتأكيد رؤساء أوروبا المتوجين، ولا سيما مينتمور كونها واحدة من أبرز المجموعات الفنية من نوعها في أي مكان في العالم.

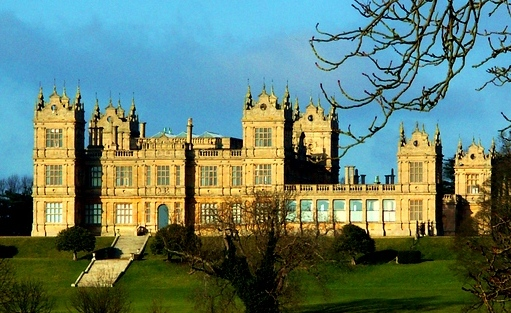
ورثت هانا دي روتشيلد القصر الواسع ، مينتمور ، الذي بناه والدها في خمسينيات القرن التاسع عشر. العمر 23.

## خطبة

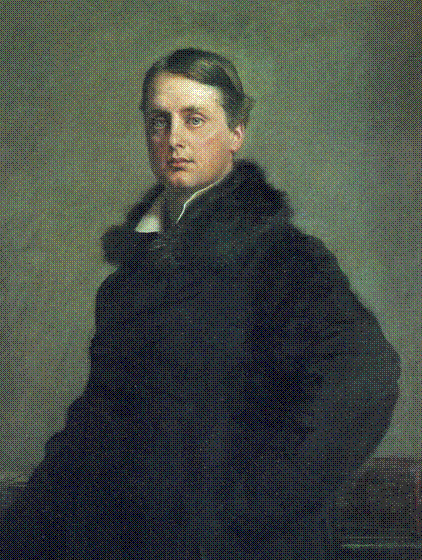
أرشيبالد ، إيرل روزبيري - «رجل وسيم ملفت للنظر ومثقف بشكل كبير»، و

التقت هانا دي روتشيلد لأول مرة على زوجها المستقبلي، إيرل روزبيري البالغ من العمر 28 عامًا، من قبل السيدة بيكونزفيلد، زوجة بنجامين دزرائيلي،  في مضمار نيوماركت للسباق. كان آل دزرائيليس أصدقاء وجيران لعائلة روتشيلد في باكينجهامشير.

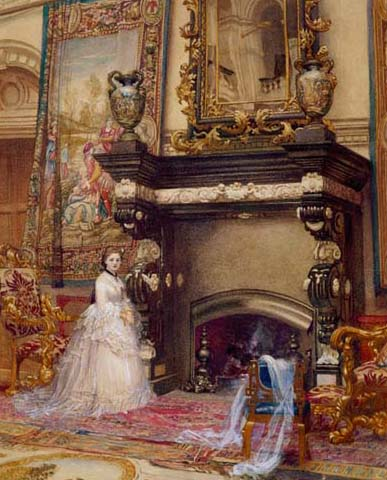
هانا دي روتشيلد عندما كانت شابة تتضاءل أمام روعة مينتمور. تم تصميم الموقد في الأصل من قبل روبنز لمنزله في أنتويرب.